# INDIVISION
株式会社INDIVISION（インディヴィジョン、英: INDIVISION Co., Ltd.）は、日本のコンテンツ企画プロデュース及び映像・音響制作会社。

## 概要
2015年7月17日設立。　　　　　　　　　　　　　　　生田さや（生田さやか）が手掛けたゲームのスピンオフが月刊誌に連載をすることが決定し、その際に当時の編集長に会社にするように指示を受け設立をした。基本は、アニメやゲームの企画立案からシナリオ、イラスト提供を行うクリエイターチームだが最近はアニメ制作や音響制作(キャスティングも含む)、CM制作なども行っている。

### 社名の由来
「individual」
異能をもったそれぞれの個性を活かしまとめ、
「vision」
幸福な未来を映し出す。
という意味でつくられた造語。

## 作品

### テレビアニメ
| 開始年 | 放送期間    | タイトル                                                     | 監督     |
| ------ | ----------- | ------------------------------------------------------------ | -------- |
| 2021年 | 10月 - 12月 | 180秒で君の耳を幸せにできるか?                               | 葛西良信 |
| 2022年 | 10月 - 12月 | ある朝ダミーヘッドマイクになっていた俺クンの人生             | 葛西良信 |
| 2023年 | 1月 -       | ツンデレ悪役令嬢リーゼロッテと実況の遠藤くんと解説の小林さん | 吉村文宏 |
| 2024年 | 1月         | 明治撃剣-1874-                                               | 玉村仁   |

### ゲーム作品
- DeepOne‐領界侵犯‐
- 滄海天記
- マジカルデイズ The Brat's Parade
- 葬除屋XLORD
- 大和彼氏 恋の天下は俺が獲る！

### 漫画作品
- 葬除屋XLORD
- 葬除屋XRAID
- 6号警備

### ノベル作品
- 小説第一部【マジカルデイズ】
- 小説第二部【マジカルデイズ】
- 小説第三部（上）【マジカルデイズ】
- 小説第三部（下）【マジカルデイズ】
- 『マジカルデイズ』オリジナルショートストーリーブック

### ドラマCD
- 葬除屋XLORD
- 葬除屋XRAID
- 七恋天使黙示録 SEVENTH HEAVEN REVERATION
- 俺の妹がこんなに可愛いわけがない
- アニメ店長
- 大和彼氏 恋の天下は俺が獲る！

### ノベル挿絵
押しかけ執事と無言姫 忠誠の始まりは裏切りから

## 音響制作
※音響監督・キャスティング含む

### 映画
- RRR
- マッド・ハイジ
- THE WITCH/魔女 -増殖-
- アイアン・スカイ
- アゲイン/男たちの挽歌Ⅲ
- アンジー 復讐の使者
- アンチ・ライフ
- アンリミテッド
- SNS-少女たちの10日間-
- エビデンス -全滅-
- オーヴァーロード
- 奇蹟／ミラクル（WOWOW放送追加収録）
- キャノンボール（WOWOW放送追加収録）
- キングメーカー 大統領を作った男
- 極道統一
- ゴッドスレイヤー 神殺しの剣
- 五福星（WOWOW放送追加収録）
- サイバーミッション
- ザ・レジェンド
- サイレント・ナイト
- 七福星（WOWOW放送追加収録）
- 18・29〜妻が突然18才!?
- ジュラシック・アース
- ジュラシック・ランド 最強の者たち
- ジョナサン 二つの顔の男
- 水滸英雄伝
- ストレンジ・アフェア
- スマート・チェイス
- スーリヤヴァンシー
- チェルノブイリ1986
- テイク・シェルター
- デウス 侵略
- バッド・ヘアー
- パーム・スプリングス
- フューチャーワールド
- プリデスティネーション
- ホール・イン・グラウンド
- ライリー・ノース -復讐の女神-
- ランナーランナー

### ドラマ
- フリーキッシュ 絶望都市
- フリーキッシュ2 絶望都市
- 水滸伝

### ゲーム
- DeepOne‐領界侵犯‐
- ステップライド
- 葬除屋XLORD